# Александър Абдулов
Александър Абдулов е съветски и руски актьор, кинорежисьор, сценарист и телевизионен водещ, Народен артист на РСФСР (1991), играл в много от най-стойностните съветски и руски филми.

## Участия във филми
- 1971 – Страхотен момък
- 1974 – За Витя, за Маша и морската пехота – десантникът Козлов
- 1974 – Москва, моя любов
- 1975 – Изчезналата експедиция – Рогов
- 1976 – 72 градуса под нулата – Льонька Савостиков
- 1976 – Дванайсетте стола – инженер Шчукин
- 1976 – Златната река
- 1977 – Аленото цвете – принц
- 1977 – Бягство от затвора
- 1978 – Капитанската дъщеря
- 1978 – Всичко решава мигът – първият треньор
- 1978 – Двама в новата къща
- 1978 – Мъж красавец
- 1978 – Обикновено чудо – Мечка
- 1979 – Мястото на срещата да не се променя – шофьор, член на бандата „Черната котка“
- 1979 – С любимите не се разделяйте – Митя
- 1979 – Онзи, същият Мюнхаузен – Рампкопф
- 1980 – Сицилианска защита
- 1981 – Карнавал – Никита
- 1981 – Жената в бяло – Уолтър Хартрайт
- 1981 – Факти от изминалия ден
- 1982 – Търсете жената – Робер де Шаранс
- 1982 – Предчувствие за любов
- 1982 – Събота и неделя
- 1982 – Чародеи
- 1983 – Домът, който построи Суифт – Доктор Симпсон
- 1983 – Рецептата на нейната младост
- 1983 – Юнона и Авос (телеспектакъл) – Пламтящият еретик / Фернандо Лопес / Човек от театъра
- 1983 – Целувката – Лобитко
- 1984 – Формула на любовта – Жакоб
- 1984 – Два хусара
- 1985 – По следите на капитан Грант – Боб Дегот
- 1985 – Най-обаятелната и привлекателната – Володя Смирнов
- 1985 – Застрахователен агент
- 1985 – Тайните на мадам Вонг
- 1986 – Весла хроника на опасно пътешествие
- 1986 – Слезли от небесата – Сергей
- 1986 – Пази ме, мой талисман
- 1987 – Гардемарини, напред! – Василий Фьодорович Лядашчев
- 1987 – Десет негърчета – Антони Марстън
- 1987 – Филер
- 1988 – Да убиеш дракон – Ланцелот
- 1989 – За прекрасните дами!
- 1989 – Лейди Макбет от Мценски окръг
- 1989 – Девата от Руан по прякор „Лоената топка“
- 1989 – Черна роза – емблема на тъгата, червена роза – емблема на любовта – Владимир
- 1990 – Вицове – Васил Кутузов
- 1990 – Жива мишена
- 1990 – Сукины дети – Игорь Гордински
- 1991 – Унижените и оскърбените
- 1991 – Гений – Сергей Ненашев
- 1991 – Делото на Сухово-Кобилин
- 1991 – Дом под звездно небе – водопроводчикът Жора
- 1991 – Обсадата на Венеция
- 1992 – Сервитьор със златен поднос – сервитьорът
- 1992 – Странните мъже на Екатерина Семьонова
- 1992 – Луда любов
- 1993 – Грях. История на страстта
- 1993 – Злато
- 1993 – Настя
- 1993 – Заупокойна молитва – Менахем-Мендъл
- 1993 – Затворнически романс
- 1993 – Аз съм виновен
- 1993 – Над тъмната вода
- 1994 – Кафе с лимон
- 1994 – Простодушен
- 1995 – Първата любов
- 1995 – Черният воал – Андрей Яковлевич Рокшин
- 1997 – Шизофрения – Голубчик
- 1998 – Женска собственост – Сазонов
- 2000 – Бременските музиканти – разказвачът на приказки
- 2000 – Тихи вирове – академик Каштанов
- 2000 – Коледна мистерия
- 2001 – Жълтото джудже
- 2001 – Фаталисти
- 2002 – Следващият (Next) (Сериал) – Лавър
- 2002 – О’кей!
- 2002 – За любовта
- 2002 – Ледников период (сериал)
- 2002 – Следващият 2 (сериал) – Лавър
- 2003 – А сутринта те се събудиха
- 2003 – Тартарен от Тараскон
- 2004 – Глупачка
- 2004 – Следващият 3 (сериал) – Лавър
- 2004 – Аз обичам теб (сериал) – Александр
- 2005 – Майстора и Маргарита (сериал) – Коровиев
- 2005 – Адютантите на любовта (сериал)
- 2006 – Парк от съветския период
- 2007 – Ленинград (сериал) – Чигасов
- 2007 – Капан (сериал) – Михаил Волобуев
- 2007 – Артистка
- 2007 – Лузър
- 2008 – Анна Каренина – Стива Облонски

### Театрална дейност
- „Всичко минава“
- „Юнона и Авос“
- „Варварин и еретик“
- „В списъците не е включен“ от Б. Василиев – лейтенант Плужников (премия „Театральная весна“)
- „Звездата и смъртта на Хоакин Муриета“ от Пабло Неруда – Хоакин
- „Юнона и Авос“ от А. Вознесенски и А. Рибников – Фернандо Лопес
- „Жестоки игри“ от А. Арбузов – Никита
- „Училище за емигранти“ от Д. Липскеров – Трубецки
- „Заупокойна молитва“ от Г. Горин – Менахем Мендел
- „Диктатура на съвестта“ от М. Шатров – Верховенски
- „Оптимистична трагедия“ от Вс. Вишневски – Прегракналият
- „Затъмнение“

### Режисьор в киното
- 2000 – „Бременските музиканти“

### Ордени и награди
- Заслужил артист на РСФСР (1986)
- Народен артист на Русия (1991)
- Почетен орден (1997)
- Орден „За заслуги пред Отечеството“ IV степен (2007)